# 3868 Mendoza
A 3868 Mendoza (ideiglenes jelöléssel 4575 P-L) a Naprendszer kisbolygóövében található aszteroida. Cornelis Johannes van Houten, Ingrid van Houten-Groeneveld és Tom Gehrels fedezte fel 1960. szeptember 24-én.